# Steps (gruppo musicale)
Gli Steps sono un gruppo musicale britannico costituito da cinque membri: Claire Richards, Faye Tozer, Lisa Scott-Lee, Ian "H" Watkins e Lee Latchford-Evans.

## Storia
Formatisi il 7 maggio 1997, gli Steps nel corso della loro carriera hanno pubblicato 4 album in studio, 4 compilation, 1 album dal vivo e 17 singoli.
Chiamati gli ABBA degli anni Novanta, tra il 1997 ed il 2001, anno del loro scioglimento in seguito all'abbandono di due membri, Claire Richards e Ian "H" Watkins, gli Steps hanno raggiunto due volte la vetta della classifica dei singoli più venduti in Regno Unito, due volte quella degli album, mentre 14 loro singoli sono entrati nella top 5, oltre ad avere avuto vari successi in tutta Europa.
Hanno venduto più di 20 milioni di dischi e 2 milioni di biglietti per i loro concerti.
Il gruppo si è riformato nel 2011 in occasione dell'uscita di una raccolta dei loro successi e per registrare un documentario in 4 parti intitolato Steps: the Reunion per il canale Sky Living, trasmesso a partire dal 28 settembre 2011.

## Discografia

### Singoli
- 1997 - 5,6,7,8 (UK #14)
- 1998 - Last Thing On My Mind (UK #6)
- 1998 - One For Sorrow (UK #2)
- 1998 - Heartbeat/Tragedy (UK #1)
- 1999 - Better Best Forgotten (UK #2)
- 1999 - Thank ABBA For The Music (con Tina Cousins, Cleopatra, B*Witched, Billie) (UK #4)
- 1999 - Love's Got A Hold On My Heart (UK #2)
- 1999 - After The Love Has Gone (UK #5)
- 1999 - Say You'll Be Mine/Better The Devil You Know (UK #4)
- 2000 - Deeper Shade Of Blue (UK #4)
- 2000 - When I Said Goodbye/Summer Of Love (UK #5)
- 2000 - Stomp (UK #1)
- 2001 - It's The Way You Make Me Feel (UK #2)
- 2001 - Here And Now/You'll Be Sorry (UK #4)
- 2001 - Chain Reaction/One For Sorrow (UK #2)
- 2001 - Words Are Not Enough/I Know Him So Well (UK #5)
- 2012 - Light Up The World (UK #82)
- 2017 - Scared Of The Dark (UK #37)
- 2017 - Story Of A Heart (UK #173)
- 2017 - Neon Blue
- 2017 - Dancing With A Broken Heart
- 2020 - What the Future Holds
- 2020 - Something In Your Eyes
- 2021 - To The Beat Of My Heart
- 2021 - Heartbreak In This City (con Michelle Visage)
- 2021 - Take Me For A Ride
- 2021 - The Slightest Touch
- 2021 - A Hundred Years Of Winter
- 2022 - Platinum Megamix
- 2022 - Hard 2 Forget

### Album
- 1998 - Step One (UK #2)
- 1999 - Steptacular (UK #1)
- 2000 - Buzz (UK #4)
- 2012 - Light Up the World (UK #32)
- 2017 - Tears on the Dancefloor (UK #2)
- 2020 - What the Future Holds (UK #2)
- 2021 - What the Future Holds Pt.2 (UK #2)

### Raccolte
- 2001 - Gold: Greatest Hits (UK #1)
- 2002 - The Last Dance (UK #57)
- 2011 - The Ultimate Collection (UK #1)
- 2012 - The Platinum Collection
- 2015 - 5,6,7,8: The Collection
- 2016 - Stomp All Night - The Remix Anthology (UK #175)
- 2022 - Platinum Collection (UK #1)

### Live
- 2012 - Live! 2012
- 2018 - Party On The Dancefloor - Live From The London SSE Arena Wembley

## Videografia
- 1998 - Steps: The Video
- 1999 - The Next Step Live
- 2000 - Live@Wembley.2000
- 2001 - Gold: Greatest Hits
- 2002 - The End of the Road
- 2012 - Steps: The Ultimate Tour Live
- 2018 - Party On The Dancefloor - Live From The London SSE Arena Wembley